# Kornilovskaja
Kornilovskaja (Russisch: Корниловская) is een station aan de Troitskaja-lijn van de Moskouse metro dat op 28 december 2024 werd geopend. 

## Geschiedenis
In 2012 werden twee okroegen ten zuiden van de MKAD door Moskou geannexeerd. Om deze een aansluiting op de metro te bieden werd besloten om met een nieuwe lijn, de Kommoenarka-radius, de vervoerscapaciteit te vergroten. Zodoende kunnen de extra reizigers uit de nieuwe woonwijken worden vervoerd zonder de bestaande lijnen extra te belasten. Deze reizigers zouden dan ten zuiden van de Grote Ringlijn over de nieuwe lijn reizen en zich bij het noordelijke eindpunt Oelitsa Novatorov via de Grote Ringlijn verdelen. In 2013 was er nog sprake van zes stations waarvan er drie buiten de MKAD zouden komen. Van de geplande stations ten zuiden van de MKAD lag er een bij het dorp Mamyri aan de Kaloezjkoje Sjosse.  Op 10 februari 2023 werd het station door burgemeester Sobjanin  genoemd naar admiraal Kornilov, stafchef van de Zwarte Zeevloot ten tijde van de Krimoorlog.  

## Ligging en inrichting
Het station ligt in Mamyri vlak ten zuiden van het kruispunt Kaloezjkoje Sjosse/Oelitsa Admirala Kornilovka. Het station is uitgevoerd als een moderne versie van de duizendpoot, het standaard ondergrondse station uit de tijd van Nikita Chroesjtsjov. Bovengronds komt een stationsgebouw in de vorm van een bloemblad naast het kruispunt, aan het andere perroneinde komt een ondergrondse hal die een toegang krijgt bij de haltes voor stads- en streekvervoer.

## Chronologie
- 17 april 2018: Gunning van de uitvoering van de bouw en installatiewerk van het  traject  Oelitsa Novatorov – Kommoenarka aan JSC  Mosinzjproject.
- 2e kwartaal 2019: Begin van de bouw van het station onder de naam Mamyri (Russisch: Мамыри).
- 17 maart 2020: Begin van het boren van de tunnels tussen Tjoettsjevskaja en Mamyri door de zes meter lange tunnelboormachine Maria.
- 21 mei 2020: Begin van de bouw van de zuilen op het perrongedeelte van het station.
- 25 februari 2021: Begin van de voorbereidingen voor de bouw van het bloembladvormige stationsgebouw.